# Persoonioideae
Persoonioideae (L.A.S. Johnson & B.G. Briggs, 1975) è una sottofamiglia di piante appartenente alla famiglia Proteaceae. Sono qui inclusi i generi Persoonia, Acidonia, Toronia e Placospermum.

## Descrizione
Le piante di questa sottofamiglia sono cespugli sclerofillosi o piccoli alberi, raramente alberi da foresta pluviale. 
Esse sono prive di radici proteoidi. I cotiledoni non sono auricolati. 
Le foglie sono semplici, pinnatifide o intere. 
L'infiorescenza è per lo più racemosa, raramente ramificata ('panicolata'), bratteata. I fiori sono attinomorfi o zigomorfi, non disposti in coppie regolari. I filamenti staminali sono ampi e totalmente saldati ai tepali. Le ghiandole ipogine sono solitamente 4, tutte uguali o, occasionalmente, con le ghiandole posteriori ridotte o assenti. La punta dello stilo non è modificata a presentatore di polline. Il polline è triporato. 
Gli ovuli possono essere 1, 2 o più e sono ortotropi. Il frutto è una drupa o un follicolo.
Il numero cromosomico è per lo più n = 7, raramente n = 14. La lunghezza media dei cromosomi, che sono molto grandi, è pari a 7-17 µm nella metafase mitotica.

## Distribuzione e habitat
Le specie costituenti questa sottofamiglia sono principalmente presenti in Australia, ad eccezione di un genere monospecifico presente in Nuova Caledonia ed un altro presente in Nuova Zelanda.
Come la maggior parte delle Proteaceae, quasi tutte le specie di Persoonioideae sono piante che vivono in maniera ottimale in suoli poveri di sostanze nutriente, ben drenati, acidi, silicei. Due specie del sudovest (Acidonia microcarpa e Persoonia graminea) crescono in habitat paludosi, altre tre specie (P. acicularis, P. bowgada e P. hexagona) tollerano suoli moderatamente calcarei e parecchie specie sudorientali talvolta crescono su suoli di derivazione dal basalto, ma queste sono eccezioni.
Si ritrova la maggiore diversità tra specie in aree con suoli derivati da arenarie e graniti.
Placospermum coriaceum è la sola specie delle Persoonioideae, che solitamente completa tutto il suo ciclo vitale nelle foreste pluviali. Le altre sono basicamente piante degli strati cespugliosi degli altopiani e delle foreste sclerofille e dei boschi. Comunque, alcune specie, come la Persoonia arborea, la P. media e la P. amaliae occasionalmente si ritrovano circondate dalle foreste pluviali, che hanno sostituito le comunità di sclerofille in cui le piante erano germogliate.

## Tassonomia
La sottofamiglia è suddivisa in due tribù:
- Persoonieae Rchb., 1828, che comprende 99 specie suddivise in 4 generi
- Placospermeae C.T. White & W.D. Francis, 1924, che comprende una sola specie